# Arminia Bielefeld/Saison 2024/25
Dieser Artikel beschreibt den Verlauf der Saison 2024/25 von Arminia Bielefeld. Arminia Bielefeld trat in der Saison in der 3. Liga an. Am vorletzten Spieltag sicherte sich die Mannschaft den Aufstieg in die 2. Bundesliga. Für den Verein war es der vierte Aufstieg in die 2. Bundesliga. Darüber hinaus sicherten sich die Bielefelder am letzten Spieltag noch die Meisterschaft der 3. Liga, die zum zweiten Mal in der Vereinsgeschichte errungen werden konnte. 
Im DFB-Pokal avancierten die Bielefelder zur Überraschungsmannschaft und besiegten vier Bundesligisten, darunter im Halbfinale den Titelverteidiger Bayer 04 Leverkusen. Das Endspiel gegen den VfB Stuttgart wurde jedoch mit 2:4 verloren. Im Westfalenpokal konnte die Mannschaft ihren im Vorjahr errungenen Titel verteidigen und gewann den Pokal zum fünften Mal in der Vereinsgeschichte durch einen 2:0-Sieg über die Sportfreunde Lotte.
Trainer Michél Kniat und Mannschaftskapitän Maël Corboz wurden von den Trainern, Mannschaftskapitänen und Fans der Drittligisten zum Trainer bzw. Spieler der Saison gewählt.

## Personalien

### Kader
Nachdem die Arminia für die vergangene Saison 2023/24 einen beinahe komplett neuen Kader hatte aufbauen müssen, gab es zur Saison 2024/25 deutlich weniger Transfers. Der vereinsinterne Rekordspieler, Rekordtorschütze und langjährige Mannschaftskapitän Fabian Klos beendete seine Karriere. Sein Nachfolger wurde Maël Corboz, während Christopher Lannert zu seinem Stellvertreter wurde.
| 01 | Jonas Kersken | Deutschland England |
| 18 | Leo Oppermann | Deutschland         |
| 41 | Artem Zaloha  | Ukraine             |

| 02 | Felix Hagmann       | Deutschland          |
| 03 | Joel Felix          | Danemark Saint Lucia |
| 04 | Louis Oppie         | Deutschland          |
| 05 | Semi Belkahia       | Deutschland Tunesien |
| 19 | Maximilian Großer   | Deutschland          |
| 23 | Leon Schneider      | Deutschland          |
| 24 | Christopher Lannert | Deutschland          |

| 06 | Maël Corboz         | Vereinigte Staaten Frankreich            |
| 08 | Sam Schreck         | Deutschland                              |
| 10 | Nassim Boujellab    | Marokko Deutschland                      |
| 13 | Lukas Kunze         | Deutschland                              |
| 17 | Merveille Biankadi  | Deutschland Kongo Demokratische Republik |
| 21 | Stefano Russo       | Deutschland Italien                      |
| 25 | Kaito Mizuta        | Japan                                    |
| 37 | Noah Sarenren Bazee | Deutschland Nigeria                      |
| 38 | Marius Wörl         | Deutschland                              |

| 07 | Julian Kania     | Deutschland           |
| 09 | Jeredy Hilterman | Suriname Niederlande  |
| 11 | Joel Grodowski   | Deutschland           |
| 19 | Daniel Richter   | Deutschland           |
| 22 | Mika Schroers    | Deutschland           |
| 28 | Roberts Uldriķis | Lettland              |
| 30 | Isaiah Young     | Vereinigte Staaten    |
| 39 | André Becker     | Deutschland Brasilien |

### Transfers zur Saison 2024/25
| Zugänge | Abgänge |
| Sommerpause 2024 | Sommerpause 2024 |
| --- | --- |
| - André Becker (FC Viktoria Köln) - Joel Felix (Silkeborg IF) - Tom Geerkens (Wuppertaler SV; Leihende) - Jeredy Hilterman (Willem II Tilburg) - Jonas Kersken (Borussia Mönchengladbach) 1 - Lukas Kunze (VfL Osnabrück) - Leo Oppermann (Hamburger SV) 1 - Stefano Russo (FC Viktoria Köln) - Mika Schroers (Borussia Mönchengladbach II) | - Jonah Busse (TSV Havelse) - Lukas Kiewitt (SC Paderborn 07 II) - Fabian Klos (Karriereende) - Monju Momuluh (Hannover 96; Leihende) - Can Özkan (FC Erzgebirge Aue) - Leandro Putaro (Alemannia Aachen) 2 - Christopher Schepp (SV Meppen) - Nicklas Shipnoski (SV Waldhof Mannheim) - Manuel Wintzheimer (Rot-Weiss Essen) 3 |
| Während der Saison 2024/25 | |
| - Joel Grodowski (Preußen Münster) - Felix Hagmann (TSG 1899 Hoffenheim II) - Julian Kania (1. FC Nürnberg) - Isaiah Young (Rot-Weiss Essen) - Roberts Uldriķis (Kallithea FC) | - André Becker (SV Waldhof Mannheim; Leihe) - Tom Geerkens (VfB Lübeck) - Gerrit Gohlke (Vertrag aufgelöst) - Jeredy Hilterman (SC Cambuur; Leihe) - Henrik Koch (SC Paderborn 07 II) - Daniel Sumbu (SK Sturm Graz) - Aygün Yıldırım (Vertrag aufgelöst)                                                                       |

### Trainer und Funktionäre Saison 2024/25
| Funktion                  | Name              | Funktion                    | Name             |
| ------------------------- | ----------------- | --------------------------- | ---------------- |
| Cheftrainer               | Michél Kniat      | Mannschaftsarzt             | Andreas Elsner   |
| Co-Trainer                | Daniel Jara       | Mannschaftsarzt             | Tim Niedergassel |
| Co-Trainer                | Oliver Döking     | Mannschaftsarzt             | Stefan Budde     |
| Co-Trainer & Videoanalyst | Janik Steringer   | Physiotherapeut & Osteopath | Michael Schweika |
| Torwarttrainer            | Steffen Süßner    | Physiotherapeut             | Mario Bertling   |
| Athletiktrainer           | Niklas Klasen     | Physiotherapeut             | Arne Böker       |
| Rehatrainer               | Malte Hornemann   | Zeugwart & Betreuer         | Rainer Schonz    |
| Geschäftsführer Sport     | Michael Mutzel    | Betreuer & Busfahrer        | Sebastian Wolf   |
| Teammanagerin             | Sandra Hausberger |                             |                  |

## Spielkleidung
| Heim | Auswärts | Alternativ |

## Saison
Alle Ergebnisse aus Sicht von Arminia Bielefeld. Grün unterlegte Ergebnisse kennzeichnen einen Sieg, rot unterlegte eine Niederlage und gelb unterlegte ein Unentschieden.

### 3. Liga
| Runde | Datum              | Gegner               | Ort      | Ergebnis | Zuschauer | Tor(e) für Arminia                                |
| ----- | ------------------ | -------------------- | -------- | -------- | --------- | ------------------------------------------------- |
| 1     | 4. August 2024     | Energie Cottbus      | Auswärts | 2:1      | 12.596    | Großer, Oppie                                     |
| 2     | 10. August 2024    | Borussia Dortmund II | Heim     | 1:0      | 19.914    | Mizuta                                            |
| 3     | 24. August 2024    | Rot-Weiss Essen      | Auswärts | 0:0      | 18.507    |                                                   |
| 4     | 31. August 2024    | SV Sandhausen        | Heim     | 1:1      | 16.622    | Young                                             |
| 5     | 14. September 2024 | FC Erzgebirge Aue    | Auswärts | 3:1      | 10.111    | Corboz, Russo, Wörl                               |
| 6     | 21. September 2024 | TSV 1860 München     | Heim     | 0:1      | 24.852    |                                                   |
| 7     | 24. September 2024 | VfB Stuttgart II     | Auswärts | 0:3      | 01.675    |                                                   |
| 8     | 28. September 2024 | SC Verl              | Heim     | 2:1      | 18.705    | Felix, Kania                                      |
| 9     | 6. Oktober 2024    | 1. FC Saarbrücken    | Auswärts | 0:0      | 11.931    |                                                   |
| 10    | 20. Oktober 2024   | VfL Osnabrück        | Heim     | 3:1      | 25.752    | Oppie, Sarenren Bazee, Schroers                   |
| 11    | 23. Oktober 2024   | Hannover 96 II       | Auswärts | 3:1      | 08.200    | Kania (3), Biankadi                               |
| 12    | 26. Oktober 2024   | Alemannia Aachen     | Heim     | 1:1      | 21.796    | Scepanik (Eigentor)                               |
| 13    | 3. November 2024   | SV Wehen Wiesbaden   | Auswärts | 0:0      | 06.000    |                                                   |
| 14    | 9. November 2024   | FC Viktoria Köln     | Heim     | 2:0      | 19.692    | Kania, Young                                      |
| 15    | 23. November 2024  | Hansa Rostock        | Auswärts | 1:2      | 24.500    | Kania                                             |
| 16    | 29. November 2024  | FC Ingolstadt 04     | Heim     | 1:0      | 18.757    | Oppie                                             |
| 17    | 8. Dezember 2024   | Dynamo Dresden       | Auswärts | 0:3      | 27.668    |                                                   |
| 18    | 14. Dezember 2024  | SpVgg Unterhaching   | Heim     | 3:3      | 18.533    | Biankadi, Corboz, Wörl                            |
| 19    | 22. Dezember 2024  | SV Waldhof Mannheim  | Auswärts | 1:1      | 13.337    | Sumbu                                             |
| 20    | 18. Januar 2025    | Energie Cottbus      | Heim     | 0:2      | 22.012    |                                                   |
| 21    | 26. Januar 2025    | Borussia Dortmund II | Auswärts | 4:0      | 05.103    | Wörl (2), Corboz, Young                           |
| 22    | 2. Februar 2025    | Rot-Weiss Essen      | Heim     | 1:2      | 22.576    | Sarenren Bazee                                    |
| 23    | 7. Februar 2025    | SV Sandhausen        | Auswärts | 0:1      | 04.528    |                                                   |
| 24    | 15. Februar 2025   | FC Erzgebirge Aue    | Heim     | 2:1      | 17.903    | Corboz, Kania                                     |
| 25    | 21. Februar 2025   | TSV 1860 München     | Auswärts | 3:0      | 15.000    | Grodowski, Kania, Uldrikis                        |
| 26    | 2. März 2025       | VfB Stuttgart II     | Heim     | 4:1      | 18.655    | Grodowski (2), Corboz, Kania                      |
| 27    | 8. März 2025       | SC Verl              | Auswärts | 1:2      | 05.207    | Großer                                            |
| 28    | 11. März 2025      | 1. FC Saarbrücken    | Heim     | 3:1      | 18.403    | Kania (2), Hagmann                                |
| 29    | 15. März 2025      | VfL Osnabrück        | Auswärts | 1:0      | 15.689    | Russo                                             |
| 30    | 29. März 2025      | Hannover 96 II       | Heim     | 2:2      | 23.591    | Corboz, Kania                                     |
| 31    | 5. April 2025      | Alemannia Aachen     | Auswärts | 2:1      | 31.400    | Biankadi                                          |
| 32    | 8. April 2025      | SV Wehen Wiesbaden   | Heim     | 4:2      | 19.191    | Biankadi, Sarenren Bazee, Wörl; Goppel (Eigentor) |
| 33    | 13. April 2025     | FC Viktoria Köln     | Auswärts | 2:0      | 08.100    | Corboz, Kania                                     |
| 34    | 19. April 2025     | Hansa Rostock        | Heim     | 4:0      | 25.907    | Grodowski (2), Corboz, Kania                      |
| 35    | 27. April 2025     | FC Ingolstadt 04     | Auswärts | 3:0      | 08.363    | Corboz, Sarenren Bazee, Young                     |
| 36    | 3. Mai 2025        | Dynamo Dresden       | Heim     | 1:1      | 25.907    | Kubatta (Eigentor)                                |
| 37    | 11. Mai 2025       | SpVgg Unterhaching   | Auswärts | 2:1      | 08.250    | Schreck, Wörl                                     |
| 38    | 17. Mai 2025       | SV Waldhof Mannheim  | Heim     | 1:0      | 25.261    | Sarenren Bazee                                    |

### DFB-Pokal
| Runde | Datum            | Gegner              | Ort       | Ergebnis | Zuschauer | Tor(e) für Arminia         |
| ----- | ---------------- | ------------------- | --------- | -------- | --------- | -------------------------- |
| 1     | 17. August 2024  | Hannover 96         | Heim      | 2:0      | 26.044    | Becker, Oppie              |
| 2     | 30. Oktober 2024 | 1. FC Union Berlin  | Heim      | 2:0      | 26.117    | Becker, Wörl               |
| AF    | 4. Dezember 2024 | SC Freiburg         | Heim      | 3:1      | 26.117    | Kania, Lannert, Oppie      |
| VF    | 25. Februar 2025 | Werder Bremen       | Heim      | 2:1      | 26.601    | Wörl, Malatini (Eigentor)  |
| HF    | 1. April 2025    | Bayer 04 Leverkusen | Heim      | 2:1      | 26.601    | Großer, Wörl               |
| F     | 24. Mai 2025     | VfB Stuttgart       | Neutral 1 | 2:4      | 74.036    | Kania, Vagnoman (Eigentor) |

### Westfalenpokal
| Runde | Datum             | Gegner               | Ort      | Ergebnis      | Zuschauer | Tor(e) für Arminia                 |
| ----- | ----------------- | -------------------- | -------- | ------------- | --------- | ---------------------------------- |
| 1     | 6. August 2024    | TuS Lipperreihe      | Auswärts | 2:2 6:5 i. E. | 2500      | Boujellab (2)                      |
| 2     | 7. September 2024 | SC Peckeloh 1        | Auswärts | 1:0           | 3000      | Kania                              |
| AF    | 8. Oktober 2024   | SV Westfalia Soest 2 | Heim     | 3:1           | 2973      | Becker (3)                         |
| VF    | 16. November 2024 | Westfalia Herne 3    | Auswärts | 5:0           | 2200      | Corboz (2), Biankadi, Russo, Sumbu |
| HF    | 19. März 2025     | Sportfreunde Siegen  | Auswärts | 1:0           | 7838      | Biankadi                           |
| F     | 29. Mai 2025      | Sportfreunde Lotte   | Heim 4   | 2:0           | 23.157    | Grodowski, Sarenren Bazee          |

### Freundschaftsspiele
Diese Tabelle führt die ausgetragenen Freundschaftsspiele auf. Soweit nicht anders angegeben kommen die Gegner bzw. sind die Spielorte in Deutschland.
| Datum            | Gegner                | Spielort                                              | Ergebnis |
| ---------------- | --------------------- | ----------------------------------------------------- | -------- |
| 29. Juni 2024    | ASC 09 Dortmund       | Bielefeld, Friedrich-Hagemann-Straße                  | 03:1     |
| 6. Juli 2024     | 1. FC Bocholt         | Bielefeld, EDImedienArena                             | 04:0     |
| 10. Juli 2024    | TSV Victoria Clarholz | Herzebrock-Clarholz, Holzhofstadion                   | 01:0     |
| 17. Juli 2024    | Pustertalauswahl      | Kiens, Fußballplatz St. Signumd                       | 10:0     |
| 17. Juli 2024    | Spezia Calcio         | St. Christina in Gröden, Centro Sportivo Mulin da Coi | 01:1     |
| 27. Juli 2024    | FC Emmen              | Bielefeld, Friedrich-Hagemann-Straße                  | 01:0     |
| 7. Januar 2025   | SV Lippstadt 08       | Bielefeld, Friedrich-Hagemann-Straße                  | 06:0     |
| 11. Januar 2025  | TSV Havelse           | Bielefeld, Friedrich-Hagemann-Straße                  | 05:1     |
| 11. Februar 2025 | FC Gütersloh          | k. A.                                                 | 05:1     |

## Statistiken

### Saisonverlauf
| Spieltag | 1 | 2 | 3 | 4 | 5 | 6 | 7 | 8 | 9 | 10 | 11 | 12 | 13 | 14 | 15 | 16 | 17 | 18 | 19 | 20 | 21 | 22 | 23 | 24 | 25 | 26 | 27 | 28 | 29 | 30 | 31 | 32 | 33 | 34 | 35 | 36 | 37 | 38 |
| -------- | - | - | - | - | - | - | - | - | - | -- | -- | -- | -- | -- | -- | -- | -- | -- | -- | -- | -- | -- | -- | -- | -- | -- | -- | -- | -- | -- | -- | -- | -- | -- | -- | -- | -- | -- |
| Spielort | A | H | A | H | A | H | A | H | A | H  | A  | H  | A  | H  | A  | H  | A  | H  | A  | H  | A  | H  | A  | H  | A  | H  | A  | H  | A  | H  | A  | H  | A  | H  | A  | H  | A  | H  |
| Resultat | S | S | U | U | S | N | N | S | U | S  | S  | U  | U  | S  | N  | S  | N  | U  | U  | N  | S  | N  | N  | S  | S  | S  | N  | S  | S  | U  | S  | S  | S  | S  | S  | U  | S  | S  |
| Platz    | 2 | 3 | 2 | 5 | 4 | 6 | 9 | 7 | 7 | 3  | 2  | 3  | 2  | 2  | 4  | 3  | 4  | 4  | 4  | 6  | 6  | 6  | 8  | 6  | 4  | 4  | 4  | 4  | 4  | 4  | 3  | 2  | 2  | 2  | 2  | 2  | 1  | 1  |

Legende: Spielort: H = Heim; A = Auswärts. Resultat: S = Sieg; U = Unentschieden; N = Niederlage

### Spielerstatistiken
| Spieler             | 3. Liga  | 3. Liga | 3. Liga     | 3. Liga    | DFB-Pokal | DFB-Pokal | DFB-Pokal   | DFB-Pokal  | Westfalenpokal | Westfalenpokal | Westfalenpokal | Westfalenpokal | Total    | Total | Total       | Total      |
| Spieler             | Einsätze | Tore    | Gelbe Karte | Rote Karte | Einsätze  | Tore      | Gelbe Karte | Rote Karte | Einsätze       | Tore           | Gelbe Karte    | Rote Karte     | Einsätze | Tore  | Gelbe Karte | Rote Karte |
| ------------------- | -------- | ------- | ----------- | ---------- | --------- | --------- | ----------- | ---------- | -------------- | -------------- | -------------- | -------------- | -------- | ----- | ----------- | ---------- |
| André Becker        | 16       | 0       | 1           | 0          | 3         | 2         | 1           | 0          | 2              | 3              | 0              | 0              | 21       | 5     | 2           | 0          |
| Semi Belkahia       | 1        | 0       | 0           | 0          | 1         | 0         | 0           | 0          | 0              | 0              | 0              | 0              | 2        | 0     | 0           | 0          |
| Merveille Biankadi  | 31       | 3       | 3           | 0          | 2         | 0         | 0           | 0          | 4              | 2              | 0              | 0              | 37       | 5     | 3           | 0          |
| Nassim Boujellab    | 7        | 0       | 0           | 0          | 1         | 0         | 1           | 0          | 2              | 2              | 0              | 0              | 10       | 2     | 1           | 0          |
| Maël Corboz         | 35       | 8       | 5           | 0          | 5         | 0         | 1           | 0          | 5              | 2              | 2              | 0              | 45       | 10    | 8           | 0          |
| Joel Felix          | 25       | 1       | 5           | 0          | 4         | 0         | 2           | 0          | 4              | 0              | 0              | 0              | 33       | 1     | 7           | 0          |
| Tom Geerkens        | 0        | 0       | 0           | 0          | 0         | 0         | 0           | 0          | 1              | 0              | 0              | 0              | 1        | 0     | 0           | 0          |
| Gerrit Gohlke       | 0        | 0       | 0           | 0          | 0         | 0         | 0           | 0          | 1              | 0              | 1              | 0              | 1        | 0     | 1           | 0          |
| Joel Grodowski      | 17       | 5       | 2           | 0          | 3         | 0         | 1           | 0          | 2              | 1              | 0              | 0              | 22       | 6     | 3           | 0          |
| Maximilian Großer   | 36       | 2       | 6           | 0          | 6         | 1         | 2           | 0          | 5              | 0              | 0              | 0              | 47       | 3     | 8           | 0          |
| Felix Hagmann       | 23       | 1       | 5           | 0          | 4         | 0         | 0           | 0          | 4              | 0              | 0              | 0              | 31       | 1     | 5           | 0          |
| Jeredy Hilterman    | 3        | 0       | 2           | 0          | 0         | 0         | 0           | 0          | 1              | 0              | 0              | 0              | 4        | 0     | 2           | 0          |
| Julian Kania        | 34       | 14      | 3           | 0          | 4         | 2         | 1           | 0          | 5              | 1              | 0              | 0              | 43       | 17    | 4           | 0          |
| Jonas Kersken       | 38       | 0       | 0           | 0          | 6         | 0         | 0           | 0          | 5              | 0              | 0              | 0              | 49       | 0     | 0           | 0          |
| Henrik Koch         | 0        | 0       | 0           | 0          | 0         | 0         | 0           | 0          | 1              | 0              | 0              | 0              | 1        | 0     | 0           | 0          |
| Lukas Kunze         | 28       | 0       | 5           | 0          | 5         | 0         | 0           | 0          | 6              | 0              | 0              | 0              | 39       | 0     | 5           | 0          |
| Christopher Lannert | 36       | 0       | 5           | 0          | 5         | 1         | 0           | 0          | 4              | 0              | 0              | 0              | 45       | 1     | 5           | 0          |
| Max Lippert         | 1        | 0       | 0           | 0          | 0         | 0         | 0           | 0          | 2              | 0              | 0              | 0              | 3        | 0     | 0           | 0          |
| Justin Lukas        | 2        | 0       | 0           | 0          | 0         | 0         | 0           | 0          | 2              | 0              | 0              | 0              | 4        | 0     | 0           | 0          |
| Kaito Mizuta        | 11       | 1       | 1           | 0          | 2         | 0         | 1           | 0          | 3              | 0              | 0              | 0              | 16       | 1     | 2           | 0          |
| Henry Obermeyer     | 0        | 0       | 0           | 0          | 0         | 0         | 0           | 0          | 0              | 0              | 0              | 0              | 0        | 0     | 0           | 0          |
| Leo Oppermann       | 0        | 0       | 0           | 0          | 0         | 0         | 0           | 0          | 1              | 0              | 0              | 0              | 1        | 0     | 0           | 0          |
| Louis Oppie         | 37       | 3       | 10          | 0          | 6         | 2         | 1           | 0          | 4              | 0              | 0              | 0              | 47       | 5     | 11          | 0          |
| Daniel Richter      | 4        | 0       | 0           | 0          | 0         | 0         | 0           | 0          | 0              | 0              | 0              | 0              | 4        | 0     | 0           | 0          |
| Stefano Russo       | 37       | 2       | 9           | 0          | 5         | 0         | 1           | 0          | 4              | 1              | 0              | 0              | 46       | 3     | 10          | 0          |
| Noah Sarenren Bazee | 24       | 5       | 2           | 0          | 5         | 0         | 2           | 0          | 4              | 1              | 0              | 0              | 33       | 6     | 4           | 0          |
| Leon Schneider      | 33       | 0       | 3           | 0          | 6         | 0         | 1           | 0          | 4              | 0              | 0              | 0              | 43       | 0     | 4           | 0          |
| Sam Schreck         | 22       | 1       | 2           | 0          | 6         | 0         | 1           | 0          | 5              | 0              | 0              | 0              | 33       | 1     | 3           | 0          |
| Mika Schroers       | 18       | 1       | 2           | 0          | 1         | 0         | 0           | 0          | 3              | 0              | 0              | 0              | 22       | 1     | 2           | 0          |
| Daniel Sumbu        | 6        | 1       | 1           | 0          | 0         | 0         | 0           | 0          | 1              | 1              | 0              | 0              | 7        | 2     | 1           | 0          |
| Roberts Uldriķis    | 6        | 1       | 1           | 0          | 1         | 0         | 0           | 0          | 0              | 0              | 0              | 0              | 7        | 1     | 1           | 0          |
| Marius Wörl         | 37       | 6       | 4           | 0          | 6         | 3         | 1           | 0          | 5              | 0              | 0              | 0              | 48       | 9     | 5           | 0          |
| Aygün Yıldırım      | 0        | 0       | 0           | 0          | 0         | 0         | 0           | 0          | 1              | 0              | 0              | 0              | 1        | 0     | 0           | 0          |
| Isaiah Young        | 30       | 4       | 4           | 0          | 4         | 0         | 0           | 0          | 4              | 0              | 0              | 0              | 38       | 4     | 4           | 0          |

Trainer Michél Kniat musste die Partie am 21. Februar 2025 beim TSV 1860 München aufgrund einer Gelbsperre von der Tribüne aus verfolgen. Noah Sarenren Bazee sah in der Partie beim FC Viktoria Köln am 13. April 2025 die Gelb-rote Karte.

### Zuschauer
Arminia Bielefeld konnte bis Saisonbeginn 10.500 Dauerkarten verkaufen. Die ist eine Steigerung von den 9100 Dauerkarten, die für die Saison 2023/24 verkauft wurden. Von den 10.500 Dauerkarten entfielen rund 5100 auf die Stehplätze der Südtribüne und 1000 auf Sponsoren. Insgesamt besuchten 404.059 Zuschauer die Heimspiele der Arminia, was einem Schnitt von 21.266 entspricht. Damit belegten die Bielefelder den vierten Platz in der Zuschauerrangliste. Dreimal war das Stadion ausverkauft.